# Lamproie à la bordelaise
La lamproie à la bordelaise est un mets traditionnel de la cuisine aquitaine. Il s'est pourtant aussi étendu aux zones côtières atlantiques situées plus au sud, en Espagne et au Portugal. Le nom local est lampreda a la bordalesa. En Espagne, ce plat est appelé lamprea a la bordelesa (en espagnol) et lamprea á bordelesa (en galicien). Au Portugal, on l'appelle (en portugais) lampreia à bordalesa.

## Historique
Les  lamproies se consommaient au Moyen Âge en galantine ou en pâté en croûte, accompagnées d'une sauce noire confectionnée avec leur propre sang.

## Date de pêche
Elle se pêche entre février et mars, quand elle remonte les courants de la Dordogne près de son confluent avec la Garonne.

## Préparation
La lamproie est le seul « poisson » à être saigné vivant lors de sa préparation. Son sang est recueilli et mélangé avec un peu de vin rouge pour empêcher qu'il coagule. Le corps est découpé en tronçons et cuit avec des poireaux dans le même vin, avant de finir de mijoter pendant deux heures dans sa sauce relevé par  un bouquet garni. Lors de sa présentation, cette sauce s'accompagne de croûtons aillés.

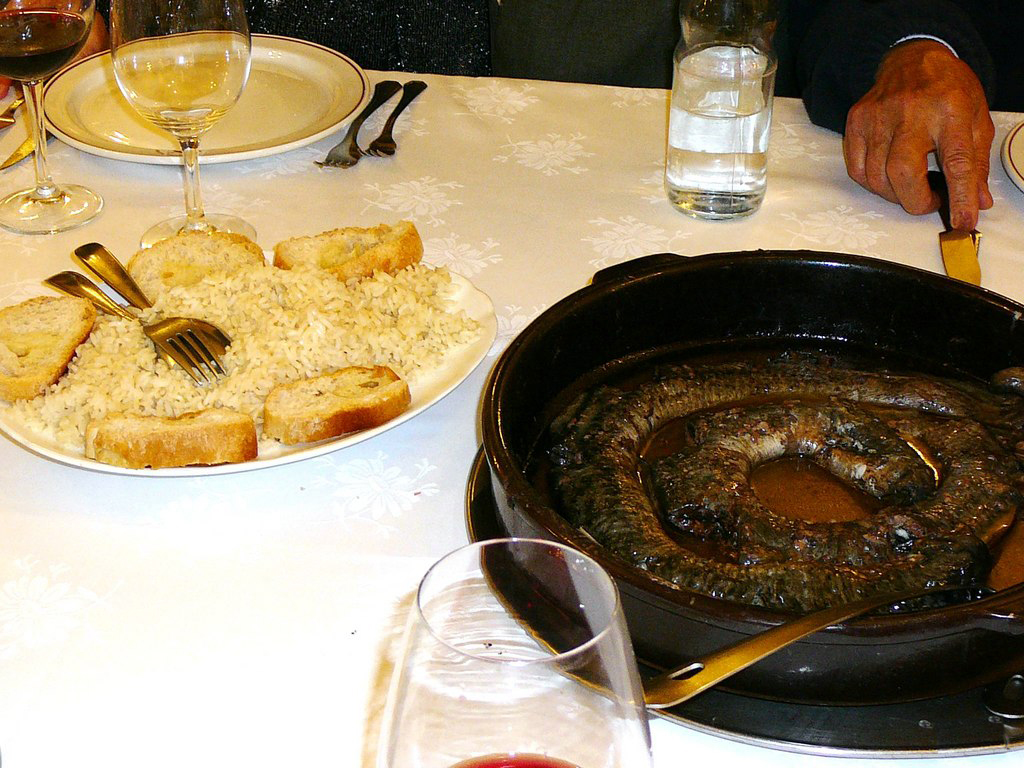
Lamproie à la bordelaise
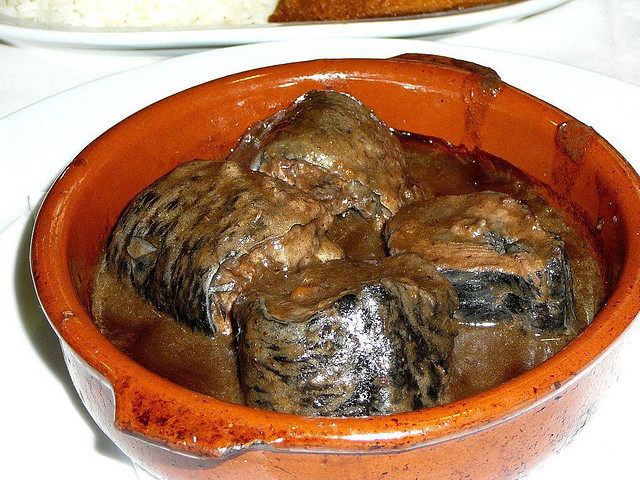
Lamproie à la bordelaise

## Accord mets/vin
Une lamproie à la bordelaise se déguste traditionnellement avec un bordeaux supérieur rouge, assez jeune pour être encore marqué par des notes de fruits rouges.